# マラナオ語
マラナオ語（マラナオご、マラナオ語: Mëranaw、英: Maranao language）はオーストロネシア語族に属する言語である。 話者はフィリピンの北ラナオ州や南ラナオ州に居住するマラナオ族の人々である。

## 言語名別称
- Maranaw
- Ranao